# نیوشا نور
نیوشا نور بازیگر ایرانی-آمریکایی ساکن لس‌آنجلس است. پدر او فیلم‌بردار سینما حسین جعفریان است.
از فیلم‌ها یا برنامه‌های تلویزیونی که وی در آن نقش داشته است، می‌توان به آن شب و نسخه ایرانی اشاره کرد. نور در سپتامبر ۲۰۲۱، به عنوان یکی از بازیگران اصلی سریال زیبابین معرفی شد.